# Holmes Summit
L'Holmes Summit con i suoi 1.875 m di altezza è la più alta vetta non solo dei Monti Read, ma anche dell'intera Catena di Shackleton, nella Terra di Coats in Antartide. 
Fu fotografato dall'aereo da parte della U.S. Navy nel 1967 e fu ispezionato dalla British Antarctic Survey nel periodo 1968–71. 
La denominazione fu assegnata 1975 dal Comitato britannico per i toponimi antartici (UK-APC) assieme ai nomi dei geologi raggruppati in quest'area, in onore del professore inglese Arthur Holmes, al quale sono pure intitolate le Holmes Hills nella Terra di Palmer.